# 16e étape du Tour de France 2011
Pour un article plus général, voir Tour de France 2011.
La 16e étape du Tour de France 2011 s'est déroulée le mardi 19 juillet 2011. Elle est partie de Saint-Paul-Trois-Châteaux et arrivée à Gap.  C'est le Norvégien Thor Hushovd qui a remporté l'étape, devant son compatriote Edvald Boasson Hagen et son coéquipier le Canadien Ryder Hesjedal. Le Français Thomas Voeckler garde la tête du classement général mais perd du temps face à certains favoris à la victoire finale, notamment l'Australien Cadel Evans et les Espagnols Alberto Contador et Samuel Sánchez.

## Profil de l'étape
La 16ème étape relie Saint-Paul-Trois-Châteaux (Drôme) à Gap (Hautes-Alpes). Les 75 premiers kilomètres de l'étape sont en faux-plat montant, s'ensuit 15 kilomètres avec une déclivité quelque peu plus forte. Les coureurs franchissent le Col de la Saulce (précédé du col de Palluel), non classé pour le grand prix de la montagne. Après plus de 10 kilomètres de descente, les coureurs repartent sur un long faux-plat montant, où se trouve le sprint intermédiaire de Veynes (Hautes-Alpes). Le final de l'étape correspond à une boucle de 54 kilomètres autour de Gap avec le col de Manse (montée de deuxième catégorie (9,5 km à 5,2 %), situé à 1 269 mètres d'altitude) en point d'orgue. L'arrivée prend place sur la longue ligne droite du boulevard Émile Didier.

## Déroulement de la course
En raison d'un fort vent de 3/4 dos, le début d'étape est rapide : 51,5 km sont parcourus dans la première heure, 75 km en 1 h 30. Aucune échappée ne parvient à se former avant le km 75. La première échappée au km 75 est constituée de 10 coureurs avec entre autres Nicolas Roche, Jérémy Roy et Arnold Jeannesson. Du fait de la présence de ce dernier, rival de Rigoberto Urán pour le classement du meilleur jeune, l'équipe Sky empêche cette échappée de prendre de l'avance.
Au km 100, une nouvelle échappée se forme sous une pluie battante, avec dix coureurs : l'Allemand Tony Martin (HTC-Highroad), le Belge Dries Devenyns (Quick-Step), le Canadien Ryder Hesjedal (Garmin-Cervélo), l'Espagnol Alan Pérez (Euskatel-Euskadi), le Français Jérémy Roy (FDJ), l'Italien Marco Marcato (Vacansoleil-DCM), les deux Norvégiens Edvald Boasson Hagen (Sky) et le champion du monde Thor Hushovd (Garmin-Cervélo), le Russe Mikhail Ignatiev (Katusha) et l'Ukrainien Andriy Grivko (Astana). Les Français Samuel Dumoulin, Fabrice Jeandesboz et le Néerlandais Bauke Mollema tentent de sortir du peloton afin de rejoindre la tête de course, en vain. Dries Devenyns passe en tête au sprint intermédiaire de Veynes, devant Jérémy Roy et Tony Martin.
Dans la montée du Col de Manse, Mikhail Ignatiev essaie de partir en solitaire sans succès. Dans le peloton, Alberto Contador attaque à trois reprises, ce qui scinde le peloton en plusieurs groupes. Ryder Hesjedal passe en tête au sommet, avec 15 secondes d'avance sur le duo norvégien. Alberto Contador franchit le col près de cinq minutes après le Canadien avec Cadel Evans et Samuel Sánchez, qui passent 20 secondes devant le groupe Maillot Jaune. La descente est marquée par la chute du Français Arnold Jeannesson. À l'arrivée, un groupe de trois coureurs se présente: Edvald Boasson Hagen, Ryder Hesjedal et Thor Hushovd. Ce dernier remporte le sprint face à Boasson Hagen, avec l'aide de son coéquipier Hesjedal, qui lève les bras fier du travail accompli. À l'arrière, Contador, Evans et Sánchez devancent le groupe Maillot Jaune de 18 secondes et Andy Schleck d'une minute et six secondes. Aucun changement de Maillot distinctif au sein du peloton.

## Sprints
| Premier     | Dries Devenyns       | 20 pts. |
| Deuxième    | Jérémy Roy           | 17 pts. |
| Troisième   | Tony Martin          | 15 pts. |
| Quatrième   | Thor Hushovd         | 13 pts. |
| Cinquième   | Ryder Hesjedal       | 11 pts. |
| Sixième     | Andriy Grivko        | 10 pts. |
| Septième    | Marco Marcato        | 9 pts.  |
| Huitième    | Mikhail Ignatiev     | 8 pts.  |
| Neuvième    | Alan Pérez           | 7 pts.  |
| Dixième     | Edvald Boasson Hagen | 6 pts.  |
| Onzième     | Fabrice Jeandesboz   | 5 pts.  |
| Douzième    | Samuel Dumoulin      | 4 pts.  |
| Treizième   | Bauke Mollema        | 3 pts.  |
| Quatorzième | Blel Kadri           | 2 pts.  |
| Quinzième   | Sébastien Minard     | 1 pt.   |

| Premier     | Thor Hushovd         | 30 pts. |
| Deuxième    | Edvald Boasson Hagen | 25 pts. |
| Troisième   | Ryder Hesjedal       | 22 pts. |
| Quatrième   | Tony Martin          | 19 pts. |
| Cinquième   | Mikhail Ignatiev     | 17 pts. |
| Sixième     | Alan Pérez           | 15 pts. |
| Septième    | Jérémy Roy           | 13 pts. |
| Huitième    | Marco Marcato        | 11 pts. |
| Neuvième    | Dries Devenyns       | 9 pts.  |
| Dixième     | Andriy Grivko        | 7 pts.  |
| Onzième     | Cadel Evans          | 6 pts.  |
| Douzième    | Alberto Contador     | 5 pts.  |
| Treizième   | Samuel Sánchez       | 4 pts.  |
| Quatorzième | José Joaquín Rojas   | 3 pts.  |
| Quinzième   | Philippe Gilbert     | 2 pts.  |

## Côte
| - Col de Manse, 2e catégorie (kilomètre 151) \| Premier \| Ryder Hesjedal \| 5 pts. \| \| Deuxième \| Thor Hushovd \| 3 pts. \| \| Troisième \| Edvald Boasson Hagen \| 2 pts. \| \| Quatrième \| Tony Martin \| 1 pt. \| |                      |        |
| Premier | Ryder Hesjedal       | 5 pts. |
| Deuxième | Thor Hushovd         | 3 pts. |
| Troisième | Edvald Boasson Hagen | 2 pts. |
| Quatrième | Tony Martin          | 1 pt.  |

## Classement de l'étape
|    | Coureur              | Pays      | Équipe            |    | Temps           |
| -- | -------------------- | --------- | ----------------- | -- | --------------- |
| 1  | Thor Hushovd         | Norvège   | Garmin-Cervélo    | en | 3 h 31 min 38 s |
| 2  | Edvald Boasson Hagen | Norvège   | Sky               | +  | 0 s             |
| 3  | Ryder Hesjedal       | Canada    | Garmin-Cervélo    |    | 2 s             |
| 4  | Tony Martin          | Allemagne | HTC-Highroad      |    | 38 s            |
| 5  | Mikhail Ignatiev     | Russie    | Katusha           |    | 52 s            |
| 6  | Alan Pérez           | Espagne   | Euskaltel-Euskadi |    | 1 min 25 s      |
| 7  | Jérémy Roy           | France    | FDJ               |    | 1 min 25 s      |
| 8  | Marco Marcato        | Italie    | Vacansoleil-DCM   |    | 1 min 55 s      |
| 9  | Dries Devenyns       | Belgique  | Quick Step        |    | 1 min 55 s      |
| 10 | Andriy Grivko        | Ukraine   | Astana            |    | 1 min 58 s      |

## Classement général
|    | Coureur          | Pays       | Équipe              | Temps | Temps            |
| -- | ---------------- | ---------- | ------------------- | ----- | ---------------- |
| 1  | Thomas Voeckler  | France     | Europcar            | en    | 69 h 00 min 56 s |
| 2  | Cadel Evans      | Australie  | BMC Racing          | +     | 1 min 45 s       |
| 3  | Fränk Schleck    | Luxembourg | Leopard-Trek        |       | 1 min 49 s       |
| 4  | Andy Schleck     | Luxembourg | Leopard-Trek        |       | 3 min 03 s       |
| 5  | Samuel Sánchez   | Espagne    | Euskaltel-Euskadi   |       | 3 min 26 s       |
| 6  | Alberto Contador | Espagne    | Saxo Bank-SunGard   |       | 3 min 42 s       |
| 7  | Ivan Basso       | Italie     | Liquigas-Cannondale |       | 3 min 49 s       |
| 8  | Damiano Cunego   | Italie     | Lampre-ISD          |       | 4 min 01 s       |
| 9  | Tom Danielson    | États-Unis | Garmin-Cervélo      |       | 6 min 04 s       |
| 10 | Rigoberto Urán   | Colombie   | Sky                 |       | 7 min 55 s       |

## Classements annexes

### Classement par points
|   | Cycliste           | Pays        | Équipe             | Points |
| - | ------------------ | ----------- | ------------------ | ------ |
| 1 | Mark Cavendish     | Royaume-Uni | HTC-Highroad       | 319    |
| 2 | José Joaquín Rojas | Espagne     | Movistar           | 285    |
| 3 | Philippe Gilbert   | Belgique    | Omega Pharma-Lotto | 250    |

### Classement du meilleur grimpeur
|   | Cycliste        | Pays     | Équipe             | Points |
| - | --------------- | -------- | ------------------ | ------ |
| 1 | Jelle Vanendert | Belgique | Omega Pharma-Lotto | 74     |
| 2 | Samuel Sánchez  | Espagne  | Euskaltel-Euskadi  | 72     |
| 3 | Jérémy Roy      | France   | FDJ                | 45     |

### Classement du meilleur jeune
|   | Cycliste       | Pays     | Équipe   | Temps | Temps            |
| - | -------------- | -------- | -------- | ----- | ---------------- |
| 1 | Rigoberto Urán | Colombie | Sky      | en    | 69 h 08 min 51 s |
| 2 | Rein Taaramäe  | Estonie  | Cofidis  | +     | 1 min 07 s       |
| 3 | Pierre Rolland | France   | Europcar |       | 1 min 58 s       |

### Classement par équipes
|   | Équipe            | Pays       | Temps | Temps             |
| - | ----------------- | ---------- | ----- | ----------------- |
| 1 | Garmin-Cervélo    | États-Unis | en    | 206 h 31 min 24 s |
| 2 | Team Leopard-Trek | Luxembourg | +     | 7 min 01 s        |
| 3 | Europcar          | France     |       | 8 min 14 s        |

## Abandon(s)
Aucun abandon.